# Mallinella octosignata
Mallinella octosignata är en spindelart som först beskrevs av Simon 1903.  Mallinella octosignata ingår i släktet Mallinella och familjen Zodariidae.
Artens utbredningsområde är Bioko. Inga underarter finns listade i Catalogue of Life.